# 1991-es Formula–1 San Marinó-i nagydíj
A San Marinó-i nagydíj volt az 1991-es Formula–1 világbajnokság harmadik futama.

## Futam
San Marinóban is Senna kezdte az élről a versenyt, Patrese, Prost és Mansell előtt. A nedves pályán a felvezető körben Prost a Rivazza kanyarban kicsúszott és nem tudott elindulni a rajtnál. Patrese megelőzte Sennát, Mansellbe rossz rajtja után Brundle Brabhamjével ütközött össze az első körben. Patrese a 10. körtől technikai probléma miatt lassulni kezdett, majd a boxba hajtva feladta a versenyt. Senna vezette a versenyt csapattársa, Berger előtt. Nakadzsima a 3. helyről esett ki váltóhiba miatt. Lehto Pierluigi Martini megelőzése, Modena kiesése, majd Roberto Moreno megelőzése után a 3. helyre jött fel. A McLaren-Honda kettős győzelmet aratott Jyrki Järvilehto Dallarája, Martini Minardija, valamint Häkkinen és Bailey Lotusa előtt.
|         | Rsz. | Versenyző          | Csapat             | Körök | Idő/Kiesések        | Rajthely | Pontok |
| ------- | ---- | ------------------ | ------------------ | ----- | ------------------- | -------- | ------ |
| 1       | 1    | Ayrton Senna       | McLaren-Honda      | 61    | 1:35:14,750         | 1        | 10     |
| 2       | 2    | Gerhard Berger     | McLaren-Honda      | 61    | + 1,675             | 5        | 6      |
| 3       | 22   | Jyrki Järvilehto   | Dallara-Judd       | 60    | + 1 kör             | 16       | 4      |
| 4       | 23   | Pierluigi Martini  | Minardi-Ferrari    | 59    | + 2 kör             | 9        | 3      |
| 5       | 11   | Mika Häkkinen      | Lotus-Judd         | 58    | + 3 kör             | 25       | 2      |
| 6       | 12   | Julian Bailey      | Lotus-Judd         | 58    | + 3 kör             | 26       | 1      |
| 7       | 25   | Thierry Boutsen    | Ligier-Lamborghini | 58    | + 3 kör             | 24       |        |
| 8       | 8    | Mark Blundell      | Brabham-Yamaha     | 58    | + 3 kör             | 23       |        |
| 9       | 35   | Eric van de Poele  | Lambo-Lamborghini  | 57    | Kifogyott üzemanyag | 21       |        |
| 10      | 26   | Érik Comas         | Ligier-Lamborghini | 57    | + 4 kör             | 19       |        |
| 11      | 7    | Martin Brundle     | Brabham-Yamaha     | 57    | + 4 kör             | 18       |        |
| 12      | 15   | Maurício Gugelmin  | Leyton House-Ilmor | 55    | Motorhiba           | 15       |        |
| 13      | 19   | Roberto Moreno     | Benetton-Ford      | 54    | Motorhiba           | 13       |        |
| Kiesett | 4    | Stefano Modena     | Tyrrell-Honda      | 41    | Erőátvitel          | 6        |        |
| Kiesett | 33   | Andrea de Cesaris  | Jordan-Ford        | 37    | Váltó               | 11       |        |
| Kiesett | 32   | Bertrand Gachot    | Jordan-Ford        | 37    | Felfüggesztés       | 13       |        |
| Kiesett | 16   | Ivan Capelli       | Leyton House-Ilmor | 24    | Kicsúszás           | 22       |        |
| Kiesett | 29   | Eric Bernard       | Lola-Ford          | 17    | Motorhiba           | 17       |        |
| Kiesett | 6    | Riccardo Patrese   | Williams-Renault   | 17    | Elektronika         | 2        |        |
| Kiesett | 3    | Nakadzsima Szatoru | Tyrrell-Honda      | 15    | Erőátvitel          | 10       |        |
| Kiesett | 24   | Gianni Morbidelli  | Minardi-Ferrari    | 10    | Váltó               | 8        |        |
| Kiesett | 28   | Jean Alesi         | Ferrari            | 2     | Kicsúszás           | 7        |        |
| Kiesett | 30   | Szuzuki Aguri      | Lola-Ford          | 2     | Kicsúszás           | 20       |        |
| Kiesett | 20   | Nelson Piquet      | Benetton-Ford      | 1     | Kicsúszás           | 14       |        |
| Kiesett | 5    | Nigel Mansell      | Williams-Renault   | 0     | Ütközés             | 4        |        |
| NI      | 27   | Alain Prost        | Ferrari            | 0     | Kicsúszás           | 3        |        |
| NK      | 17   | Gabriele Tarquini  | AGS-Ford           |       |                     |          |        |
| NK      | 18   | Fabrizio Barbazza  | AGS-Ford           |       |                     |          |        |
| NK      | 10   | Alex Caffi         | Footwork-Porsche   |       |                     |          |        |
| NK      | 9    | Michele Alboreto   | Footwork-Porsche   |       |                     |          |        |
| NeK     | 21   | Emanuele Pirro     | Dallara-Judd       |       |                     |          |        |
| NeK     | 14   | Olivier Grouillard | Fondmetal-Ford     |       |                     |          |        |
| NeK     | 34   | Nicola Larini      | Lambo-Lamborghini  |       |                     |          |        |
| NeK     | 31   | Pedro Chaves       | Coloni-Ford        |       |                     |          |        |

## A világbajnokság állása a verseny után
| H  | Versenyzők       | Pont | H  | Konstruktőrök    | Pont |
| -- | ---------------- | ---- | -- | ---------------- | ---- |
| 1. | Ayrton Senna     | 30   | 1. | McLaren-Honda    | 40   |
| 2. | Gerhard Berger   | 10   | 2. | Ferrari          | 10   |
| 3. | Alain Prost      | 9    | 3. | Benetton-Ford    | 6    |
| 4. | Nelson Piquet    | 6    | 4. | Williams-Renault | 6    |
| 5. | Riccardo Patrese | 6    | 5. | Tyrrell-Honda    | 5    |

## Statisztikák
Vezető helyen:
- Riccardo Patrese: 9 (1-9)
- Ayrton Senna: 52 (10-61)

Ayrton Senna 29. győzelme, 55. (R) pole-pozíciója, Gerhard Berger 13. leggyorsabb köre.
- McLaren 89. győzelme.